# Bommarito Automotive Group 500 2022
De Bommarito Automotive Group 500 2022 was de vijftiende ronde van de IndyCar Series 2022. De race werd op 20 augustus 2022 verreden in Madison, Illinois op de World Wide Technology Raceway. De race bestond uit 260 ronden en werd gewonnen door Josef Newgarden.

## Inschrijvingen
W = eerdere winnaar
R = rookie
| No.   | Coureur               | Team                                    | Motor     |
| ----- | --------------------- | --------------------------------------- | --------- |
| 2     | Josef Newgarden W     | Team Penske                             | Chevrolet |
| 3     | Scott McLaughlin      | Team Penske                             | Chevrolet |
| 4     | Dalton Kellett        | A. J. Foyt Enterprises                  | Chevrolet |
| 5     | Patricio O'Ward       | Arrow McLaren SP                        | Chevrolet |
| 06    | Hélio Castroneves W   | Meyer Shank Racing                      | Honda     |
| 7     | Felix Rosenqvist      | Arrow McLaren SP                        | Chevrolet |
| 8     | Marcus Ericsson       | Chip Ganassi Racing                     | Honda     |
| 9     | Scott Dixon W         | Chip Ganassi Racing                     | Honda     |
| 10    | Álex Palou            | Chip Ganassi Racing                     | Honda     |
| 12    | Will Power W          | Team Penske                             | Chevrolet |
| 14    | Kyle Kirkwood R       | A. J. Foyt Enterprises                  | Chevrolet |
| 15    | Graham Rahal          | Rahal Letterman Lanigan Racing          | Honda     |
| 18    | David Malukas R       | Dale Coyne Racing with HMD Motorsports  | Honda     |
| 20    | Conor Daly            | Ed Carpenter Racing                     | Chevrolet |
| 21    | Rinus VeeKay          | Ed Carpenter Racing                     | Chevrolet |
| 26    | Colton Herta          | Andretti Autosport                      | Honda     |
| 27    | Alexander Rossi       | Andretti Autosport                      | Honda     |
| 28    | Romain Grosjean       | Andretti Autosport                      | Honda     |
| 29    | Devlin DeFrancesco R  | Andretti Steinbrenner Autosport         | Honda     |
| 30    | Christian Lundgaard R | Rahal Letterman Lanigan Racing          | Honda     |
| 33    | Ed Carpenter          | Ed Carpenter Racing                     | Chevrolet |
| 45    | Jack Harvey           | Rahal Letterman Lanigan Racing          | Honda     |
| 48    | Jimmie Johnson        | Chip Ganassi Racing                     | Honda     |
| 51    | Takuma Sato W         | Dale Coyne Racing with Rick Ware Racing | Honda     |
| 60    | Simon Pagenaud        | Meyer Shank Racing                      | Honda     |
| 77    | Callum Ilott R        | Juncos Hollinger Racing                 | Chevrolet |
| Bron: |                       |                                         |           |

## Classificatie

### Training 1
| Pos.  | No. | Coureur          | Team                | Motor     | Tijd       |
| ----- | --- | ---------------- | ------------------- | --------- | ---------- |
| 1     | 12  | Will Power W     | Team Penske         | Chevrolet | 00:24.9254 |
| 2     | 10  | Álex Palou       | Chip Ganassi Racing | Honda     | 00:24.9712 |
| 3     | 7   | Felix Rosenqvist | Arrow McLaren SP    | Chevrolet | 00:24.9910 |
| Bron: |     |                  |                     |           |            |

### Kwalificatie
Will Power haalde met Team Penske zijn 67e poleposition op Gateway en evenaarde daarmee Mario Andretti's record.
| Pos.  | No. | Coureur               | Team                                    | Motor     | Ronde 1   | Ronde 2   | Totale tijd | Grid |
| ----- | --- | --------------------- | --------------------------------------- | --------- | --------- | --------- | ----------- | ---- |
| 1     | 12  | Will Power W          | Team Penske                             | Chevrolet | 24.6757   | 24.5782   | 00:49.2539  | 1    |
| 2     | 8   | Marcus Ericsson       | Chip Ganassi Racing                     | Honda     | 24.7387   | 24.6929   | 00:49.4316  | 2    |
| 3     | 2   | Josef Newgarden W     | Team Penske                             | Chevrolet | 24.8967   | 24.6548   | 00:49.5515  | 3    |
| 4     | 3   | Scott McLaughlin      | Team Penske                             | Chevrolet | 24.8303   | 24.7823   | 00:49.6126  | 4    |
| 5     | 10  | Álex Palou            | Chip Ganassi Racing                     | Honda     | 24.8321   | 24.8125   | 00:49.6446  | 5    |
| 6     | 9   | Scott Dixon W         | Chip Ganassi Racing                     | Honda     | 24.8681   | 24.8683   | 00:49.7364  | 6    |
| 7     | 5   | Patricio O'Ward       | Arrow McLaren SP                        | Chevrolet | 25.0059   | 24.9101   | 00:49.9160  | 7    |
| 8     | 51  | Takuma Sato W         | Dale Coyne Racing with Rick Ware Racing | Honda     | 24.9341   | 25.0525   | 00:49.9866  | 8    |
| 9     | 28  | Romain Grosjean       | Andretti Autosport                      | Honda     | 24.9972   | 25.0237   | 00:50.0209  | 18*1 |
| 10    | 29  | Devlin DeFrancesco R  | Andretti Steinbrenner Autosport         | Honda     | 25.0201   | 25.1104   | 00:50.1305  | 9    |
| 11    | 27  | Alexander Rossi       | Andretti Autosport                      | Honda     | 25.1104   | 25.0513   | 00:50.1617  | 10   |
| 12    | 26  | Colton Herta          | Andretti Autosport with Curb-Agajanian  | Honda     | 25.0346   | 25.1474   | 00:50.1820  | 11   |
| 13    | 18  | David Malukas R       | Dale Coyne Racing with HMD Motorsports  | Honda     | 25.1646   | 25.0701   | 00:50.2347  | 12   |
| 14    | 60  | Simon Pagenaud        | Meyer Shank Racing                      | Honda     | 25.1603   | 25.1815   | 00:50.3418  | 13   |
| 15    | 45  | Jack Harvey           | Rahal Letterman Lanigan Racing          | Honda     | 25.1626   | 25.1800   | 00:50.3426  | 14   |
| 16    | 20  | Conor Daly            | Ed Carpenter Racing                     | Chevrolet | 25.1575   | 25.2135   | 00:50.3710  | 15   |
| 17    | 15  | Graham Rahal          | Rahal Letterman Lanigan Racing          | Honda     | 25.2192   | 25.1568   | 00:50.3760  | 16   |
| 18    | 06  | Hélio Castroneves W   | Meyer Shank Racing                      | Honda     | 25.2793   | 25.1815   | 00:50.4608  | 17   |
| 19    | 30  | Christian Lundgaard R | Rahal Letterman Lanigan Racing          | Honda     | 25.3216   | 25.1935   | 00:50.5151  | 19   |
| 20    | 14  | Kyle Kirkwood R       | A. J. Foyt Enterprises                  | Chevrolet | 25.3211   | 25.2184   | 00:50.5395  | 20   |
| 21    | 48  | Jimmie Johnson        | Chip Ganassi Racing                     | Honda     | 25.5457   | 25.4839   | 00:51.0296  | 21   |
| 22    | 77  | Callum Ilott R        | Juncos Hollinger Racing                 | Chevrolet | 25.5697   | 25.5132   | 00:51.0829  | 22   |
| 23    | 21  | Rinus VeeKay          | Ed Carpenter Racing                     | Chevrolet | 25.5858   | 25.5491   | 00:51.1349  | 23   |
| 24    | 4   | Dalton Kellett        | A. J. Foyt Enterprises                  | Chevrolet | 25.9029   | 25.8503   | 00:51.7532  | 24   |
| 25    | 33  | Ed Carpenter          | Ed Carpenter Racing                     | Chevrolet | 25.9511   | 25.8721   | 00:51.8232  | 25   |
| 26    | 7   | Felix Rosenqvist      | Arrow McLaren SP                        | Chevrolet | Geen tijd | Geen tijd | Geen tijd   | 26   |
| Bron: |     |                       |                                         |           |           |           |             |      |

*1 - Romain Grosjean kreeg een gridstraf van negen plaatsen wegens een niet-goedgekeurde motorwissel.

### Training 2
| Pos.  | No. | Coureur         | Team                                   | Motor | Tijd       |
| ----- | --- | --------------- | -------------------------------------- | ----- | ---------- |
| 1     | 15  | Graham Rahal    | Rahal Letterman Lanigan Racing         | Honda | 00:25.3196 |
| 2     | 9   | Scott Dixon W   | Chip Ganassi Racing                    | Honda | 00:25.3580 |
| 3     | 18  | David Malukas R | Dale Coyne Racing with HMD Motorsports | Honda | 00:25.4634 |
| Bron: |     |                 |                                        |       |            |

### Race
De race zou oorspronkelijk op 20 augustus 2022 om 18.30 ET beginnen, maar de officials besloten de starttijd te verplaatsen naar 18.01 ET in afwachting van ongunstige weersomstandigheden die later op de avond zouden arriveren.
De race werd om 19:55 ET in ronde 213 rood afgevlagd vanwege de regen die op het circuit viel. De rode vlag bleef tot de baan voldoende was opgedroogd om de race te hervatten, wat ruim twee uur later om 22:09 uur ET gebeurde.
| Pos.                                                                  | No. | Coureur               | Team                                    | Motor     | Rondes | Tijd          | Pit stops | Grid | Geleide ronden | Pts. |
| --------------------------------------------------------------------- | --- | --------------------- | --------------------------------------- | --------- | ------ | ------------- | --------- | ---- | -------------- | ---- |
| 1                                                                     | 2   | Josef Newgarden W     | Team Penske                             | Chevrolet | 260    | 02:10:40.1827 | 5         | 3    | 78             | 51   |
| 2                                                                     | 18  | David Malukas R       | Dale Coyne Racing with HMD Motorsports  | Honda     | 260    | +0.4708       | 5         | 12   | 4              | 41   |
| 3                                                                     | 3   | Scott McLaughlin      | Team Penske                             | Chevrolet | 260    | +1.5254       | 5         | 4    | 12             | 36   |
| 4                                                                     | 5   | Patricio O'Ward       | Arrow McLaren SP                        | Chevrolet | 260    | +5.2079       | 4         | 7    | 10             | 33   |
| 5                                                                     | 51  | Takuma Sato W         | Dale Coyne Racing with Rick Ware Racing | Honda     | 260    | +5.5365       | 5         | 8    | 22             | 31   |
| 6                                                                     | 12  | Will Power W          | Team Penske                             | Chevrolet | 260    | +11.8662      | 4         | 1    | 128            | 32   |
| 7                                                                     | 8   | Marcus Ericsson       | Chip Ganassi Racing                     | Honda     | 260    | +12.6189      | 5         | 2    | 1              | 27   |
| 8                                                                     | 9   | Scott Dixon W         | Chip Ganassi Racing                     | Honda     | 260    | +15.8852      | 5         | 6    |                | 24   |
| 9                                                                     | 10  | Álex Palou            | Chip Ganassi Racing                     | Honda     | 260    | +21.8239      | 5         | 5    |                | 22   |
| 10                                                                    | 15  | Graham Rahal          | Rahal Letterman Lanigan Racing          | Honda     | 260    | +26.1005      | 5         | 16   | 2              | 21   |
| 11                                                                    | 26  | Colton Herta          | Andretti Autosport with Curb-Agajanian  | Honda     | 259    | +1 ronde      | 5         | 11   |                | 19   |
| 12                                                                    | 29  | Devlin DeFrancesco R  | Andretti Steinbrenner Autosport         | Honda     | 259    | +1 ronde      | 4         | 9    |                | 18   |
| 13                                                                    | 28  | Romain Grosjean       | Andretti Autosport                      | Honda     | 259    | +1 ronde      | 4         | 18   | 2              | 18   |
| 14                                                                    | 48  | Jimmie Johnson        | Chip Ganassi Racing                     | Honda     | 259    | +1 ronde      | 5         | 21   |                | 16   |
| 15                                                                    | 06  | Hélio Castroneves W   | Meyer Shank Racing                      | Honda     | 259    | +1 ronde      | 5         | 17   |                | 15   |
| 16                                                                    | 7   | Felix Rosenqvist      | Arrow McLaren SP                        | Chevrolet | 259    | +1 ronde      | 5         | 26   | 1              | 15   |
| 17                                                                    | 14  | Kyle Kirkwood R       | A. J. Foyt Enterprises                  | Chevrolet | 258    | +2 rondes     | 5         | 20   |                | 13   |
| 18                                                                    | 4   | Dalton Kellett        | A. J. Foyt Enterprises                  | Chevrolet | 258    | +2 rondes     | 5         | 24   |                | 12   |
| 19                                                                    | 30  | Christian Lundgaard R | Rahal Letterman Lanigan Racing          | Honda     | 258    | +2 rondes     | 5         | 19   |                | 11   |
| 20                                                                    | 60  | Simon Pagenaud        | Meyer Shank Racing                      | Honda     | 257    | +3 rondes     | 6         | 13   |                | 10   |
| 21                                                                    | 77  | Callum Ilott R        | Juncos Hollinger Racing                 | Chevrolet | 257    | +3 rondes     | 6         | 22   |                | 9    |
| 22                                                                    | 33  | Ed Carpenter          | Ed Carpenter Racing                     | Chevrolet | 256    | +4 rondes     | 5         | 25   |                | 8    |
| 23                                                                    | 20  | Conor Daly            | Ed Carpenter Racing                     | Chevrolet | 244    | +16 rondes    | 6         | 15   |                | 7    |
| 24                                                                    | 45  | Jack Harvey           | Rahal Letterman Lanigan Racing          | Honda     | 239    | +21 rondes    | 6         | 14   |                | 6    |
| 25                                                                    | 27  | Alexander Rossi       | Andretti Autosport                      | Honda     | 226    | +34 rondes    | 5         | 10   |                | 5    |
| 26                                                                    | 21  | Rinus VeeKay          | Ed Carpenter Racing                     | Chevrolet | 53     | Elektriciteit | 1         | 23   |                | 5    |
| Snelste ronde: Josef Newgarden (Team Penske) – 00:25.5579 (ronde 227) |     |                       |                                         |           |        |               |           |      |                |      |
| Bron:                                                                 |     |                       |                                         |           |        |               |           |      |                |      |

## Tussenstanden kampioenschap
| Pos. | Coureur         | Punten |
| ---- | --------------- | ------ |
| 1.   | Will Power      | 482    |
| 2.   | Josef Newgarden | 479    |
| 3.   | Scott Dixon     | 468    |
| 4.   | Marcus Ericsson | 465    |
| 5.   | Álex Palou      | 439    |

| Pos. | Team      | Punten |
| 1.   | Chevrolet | 1323   |
| 2.   | Honda     | 1171   |